# Microsphaera alphitoides
Microsphaera alphitoides Griff. et Maubl., 1910 (forma conidica Oidium quercinum) è un fungo fitopatogeno della famiglia Erysiphaceae agente eziologico dell'Oidio o Mal bianco della quercia.
Oltre a colpire tutte le specie del genere Quercus, sia decidue che sempreverdi, questo fungo può danneggiare anche faggio e castagno.
Distribuzione: ubiquitario.

## Sintomatologia
I sintomi si manifestano sulla pagina superiore delle foglie sotto forma di macchie biancastre (a volte così ampie da interessare tutto il lembo) in corrispondenza delle quali l'epidermide della foglia ingiallisce e poi necrotizza.

## Ciclo biologico ed epidemiologia
La conservazione nel periodo invernale di questo ascomicete avviene mediante:
- il micelio e i conidi presenti entro le gemme o sui rami e foglie (forma agamica)
- i cleistoteci: corpiccioli sferici, di colore prima giallastro e poi neri, che si differenziano sulle foglie colpite a fine estate e in autunno (forma sessuata).

All'interno del cleistotecio si trovano 8-15 aschi contenenti da 1 a 6 ascospore alle quali è affidato il compito di diffondere l'infezione a fine inverno.
Gli elementi infettanti, ascospore o conidi, germinano emettendo un micelio fungino che si sviluppa sulla superficie esterna (fungo epifita) per poi penetrare attivamente, mediante gli austori, nelle cellule epidermiche, ove svolgono la funzione trofica.
La fase miceliale polverulenta produce, poi, i conidi (muffa bianca) che sono responsabili delle infezioni primaverili estive ed autunnali, in concomitanza di periodi caldi e molto umidi.

## Danni
I danni maggiori si manifestano sui giovani polloni e le piante in vivaio, che possono apparire completamente bianche per la presenza diffusa del fungo. I giovani ricacci basali costituiscono, pertanto, una notevole fonte di inoculo per la diffusione del patogeno.

## Lotta
In vivaio o sulle piante giovani fortemente colpite effettuare trattamenti, in primavera e in autunno, con prodotti a base di zolfo.